# Aéroport métropolitain de Détroit
Pour les articles homonymes, voir DTW.
L'aéroport métropolitain de Détroit (code IATA : DTW • code OACI : KDTW), aussi appelé Aéroport de Détroit Métro, Aéroport Métro, ou tout simplement DTW, est situé à Romulus, dans le Michigan, près de Détroit, et est un hub majeur pour Delta Air Lines (à la suite du rachat de Northwest Airlines). L'aéroport possède six pistes et deux terminaux. En 2006, DTW a servi  36 356 446 passagers, ce qui en fait le 19e aéroport au monde par le nombre de passagers. Deux ans plus tard, il n'est plus que 24e avec 35 144 841 passagers.

## Situation

### Carte des principaux aéroports du Michigan
| \| 500 km1:17 479 000 \| Atlanta Los Angeles Chicago · O'Hare Chicago · Midway Dallas · Fort Worth New York · JFK Newark · Liberty New York-LaGuardia Denver San Francisco Charlotte Las Vegas Phoenix Miami Houston Seattle Orlando Minneapolis · Saint-Paul Boston Détroit Philadelphie Fort Lauderdale · Hollywood Baltimore Washington · R. Reagan Washington · Dulles Salt Lake City San Diego Honolulu Tampa Portland |
| 500 km1:17 479 000 |

| \| 50 km1:2 570 000 \| Alpena Antrim Flint Charlevoix Cherry Chippewa Delta Grand · Rapids Kalamazoo/ · Battle Creek MBS Muskegon Oakland Pellston Sawyer Welke Lansing Gogebic · Iron Manistee Détroit |
| 50 km1:2 570 000 |

## Statistiques
Pour des raisons techniques, il est temporairement impossible d'afficher le graphique qui aurait dû être présenté ici.

Voir la requête brute et les sources sur Wikidata.

## Compagnies et destinations
| Compagnies         | Destinations | Refs   |
| ------------------ | --- | ------ |
| Aer Lingus         | En saison : Dublin |        |
| Air Canada Express | Toronto (Pearson) | [ 1 ]  |
| Air France         | Paris-Charles de Gaulle | [ 2 ]  |
| Alaska Airlines    | Seattle-Tacoma | [ 3 ]  |
| American Airlines  | Charlotte-Douglas, Dallas-Fort Worth, Miami, Philadelphie, Phoenix-Sky Harbor | [ 4 ]  |
| American Eagle     | Charlotte-Douglas, Chicago-O'Hare, New York-LaGuardia, Philadelphie, Washington-Reagan | [ 4 ]  |
| Delta Air Lines    | - Albany, - Amsterdam, - Atlanta H.-Jackson, - Austin-Bergstrom, - Baltimore-T. Marshall, - Pékin-Daxing , - Boston Logan, - Buffalo-Niagara, - Cancún, - Charleston, - Charlotte-Douglas, - Chicago-O'Hare, - Cleveland-Hopkins, - Dallas-Fort Worth, - Denver, - Fort Lauderdale-Hollywood, - Fort Myers, - Francfort, - Grand Rapids-G. R. Ford, - Greenville-Spartanburg, - Hartford-Bradley, - Houston-George Bush, - Jacksonville, - Kansas City, - Las Vegas-Harry-Reid, - Londres-Heathrow, - Los Angeles, - Madison (comté de Dane), - Mexico-B. Juárez, - Miami, - Milwaukee-General Mitchell, - Minneapolis-Saint-Paul, - Monterrey-M. Escobedo, - Munich-F. J. Strauß , - Nagoya-Chūbu, - Nashville, - Newark-Liberty, - La Nouvelle-Orléans-L. Armstrong, - New York-John F. Kennedy, - New York-LaGuardia, - Oakland, - Santa Ana-J. Wayne, - Orlando, - Paris-Charles de Gaulle, - Philadelphie, - Phoenix-Sky Harbor, - Pittsburgh, - Portland, - Providence-T. F. Green, - Raleigh-Durham, - Salt Lake City, - San Antonio, - San Diego, - San Francisco, - San José (Californie), - Sarasota-Bradenton, - Seattle-Tacoma, - Séoul-Incheon, - Shanghai-Pudong, - Lambert-Saint Louis, - Tampa, - Tokyo-Haneda, - Washington-Reagan, - Palm Beach En saison : - Anchorage-T.-Stevens, - Bozeman Yellowstone (en), - Jackson Hole, - Montego Bay-Donald Sangster, - Munich-F. J. Strauß, - Punta Cana, - Nassau L. Pindling, - Los Cabos, - San Juan - Luis-Muñoz-Marín, - Savannah | [ 7 ]  |
| Delta Connection   | - Albany, - Allentown-Bethlehem-Easton, - Alpena, - Appleton-Outagamie, - Binghamton, - Birmingham-Shuttlesworth (en), - Central Illinois, - Buffalo-Niagara, - Burlington, - Cedar Rapids, - Charleston, - Chattanooga (en), - Chicago-Midway, - Chicago-O'Hare, - Cincinnati-Northern Kentucky, - Cleveland-Hopkins, - John Glenn Columbus, - Dayton, - Des Moines, - Elmira/Corning, - Escanaba (Delta County) (en), - Evansville (en), - Fort Wayne (en), - Grand Rapids-G. R. Ford, - Austin-Straubel, - Greensboro (en), - Greenville-Spartanburg, - Harrisburg (Middletown), - Hartford-Bradley, - Houston-George Bush, - Huntsville (en), - Indianapolis, - Iron Mountain (Ford) (en), - Ithaca (comté de Tompkins), - Kalamazoo/Battle Creek (en), - Knoxville-McGhee Tyson (en), - Lansing (Michigan), - Lexington-Blue Grass (en), - Little Rock-Clinton, - Louisville-Standiford Field, - Madison (comté de Dane), - Sawyer (en), - Memphis, - Milwaukee-General Mitchell, - Montréal (P.-E.-Trudeau), - Central Wisconsin Airport, - Myrtle Beach, - Newark-Liberty, - New York-John F. Kennedy, - Norfolk, - Oklahoma City (Will Rogers-World), - Omaha-Eppley, - Pellston (Emmet County) (en), - Philadelphie, - Pittsburgh, - Portland (Maine), - Providence-T. F. Green, - Raleigh-Durham, - Richmond-Byrd Field, - Rochester (État de New York), - Tri City, MI (en), - San Antonio, - Sault Sainte Marie (Michigan) (en), - Savannah, - South Bend (Indiana) (en), - Lambert-Saint Louis, - State College, - Syracuse-Hancock, - Toronto (Pearson), - Traverse City-Cherry Capital, - Washington-Dulles, - Comté de Westchester En saison :Bangor,Rapid City | [ 7 ]  |
| Frontier Airlines  | Atlanta H.-Jackson, Cancún, Las Vegas-Harry-Reid, Miami, Orlando, Trenton (comté de Mercer) En saison : Denver | "      |
| JetBlue            | Boston Logan, New York-John F. Kennedy | [ 11 ] |
| Lufthansa          | Francfort | [ 12 ] |
| Royal Jordanian    | Amman-Reine-Alia | [ 13 ] |
| Southwest Airlines | Baltimore-T. Marshall, Chicago-Midway, Denver, Las Vegas-Harry-Reid, Nashville, Orlando, Phoenix-Sky Harbor, Lambert-Saint Louis, Tampa | [ 14 ] |
| Spirit Airlines    | - Atlanta H.-Jackson, - Austin-Bergstrom, - Baltimore-T. Marshall, - Cancún, - Dallas-Fort Worth, - Denver, - Fort Lauderdale-Hollywood, - Fort Myers, - Houston-George Bush, - Las Vegas-Harry-Reid, - Los Angeles, - Miami, - Minneapolis-Saint-Paul, - La Nouvelle-Orléans-L. Armstrong, - New York-LaGuardia, - Orlando, - Tampa En saison : - Boston Logan, - Kansas City, - Montego Bay-Donald Sangster, - Myrtle Beach, - Oakland, - Philadelphie, - Phoenix-Sky Harbor, - San Diego, - Palm Beach | [ 15 ] |
| United Airlines    | Denver, Houston-George Bush, Newark-Liberty, San Francisco, Washington-Dulles | [ 16 ] |
| United Express     | Chicago-O'Hare, Houston-George Bush, Newark-Liberty, Washington-Dulles | [ 16 ] |

Édité le 02/01/2022

## Projets
Les plans à long terme de l'Autorité aéroportuaire comprennent un système de transport par autobus vers une station de train léger sur rail au nord de l'aéroport proposé par le RTA, des extensions et un resurfaçage des pistes pour accueillir l'Airbus A380, ainsi que des extensions de fournisseurs, de points de contrôle de sécurité et de terminaux. La ligne d'autobus relierait les terminaux existants à une station de train léger au nord de l'aéroport par autobus avec une installation de location de voitures consolidée prévue et un système ferroviaire régional prévu .
De plus, l'aéroport envisage d'agrandir les deux extrémités du hall D ainsi que d'élargir ou de déplacer les points de contrôle de sécurité pour répondre aux besoins de voyage de demain. Il existe plusieurs options pour l'expansion du terminal nord pour répondre aux demandes des compagnies aériennes, notamment un espace de comptoir de billets élargi, une sécurité étendue ou centralisée, et la possibilité d'agrandir les extrémités nord ou sud des terminaux pour ajouter 5 portes supplémentaires. Le terminal McNamara comprend un espace de comptoir de billets étendu, une sécurité centralisée et des mises à niveau ou des extensions de nœuds dans Concourse C. 
Les objectifs sont d'inclure une meilleure connectivité au Moyen-Orient, en Inde et des vols sans escale vers plusieurs destinations clés en Europe, en Amérique latine et en Asie.  Cet ajout ajouterait aux quatre pistes parallèles existantes de l'aéroport et à ses deux pistes de vent traversier afin de réduire la congestion future. 
La Regional Transit Authority prévoit un transport en commun de Detroit à un point de connexion ferroviaire juste au nord de l'aéroport, afin de rendre le transport plus rapide et plus facile.  Le système de train de banlieue SEMCOG prévu , avec des terminaux à Ann Arbor et à Détroit, s'arrêterait à l'aéroport et assurerait le transport ferroviaire vers et depuis la ville.  Parce que la ligne utilisera l'infrastructure existante, elle ne desservira pas directement l'aéroport, mais se connectera via une navette. La gare d'aéroport prévue sera à environ 8 km au nord de l'aéroport. On ignore encore si le plan RTA ou SEMCOG finira par être adopté.
Selon la version la plus récente du plan directeur, la tour actuelle de la FAA sera remplacée par une nouvelle tour située près du site du terminal Smith démoli. Des découvertes récentes de moisissures et d'autres champignons à l'intérieur de la tour actuelle ont accéléré la durée de vie utile des tours actuelles, permettant à la FAA de planifier la construction de la nouvelle tour une fois la phase finale de l'ancien terminal Smith terminée la démolition.